# 76-мм зенітна гармата зразка 1914/15 років
76-мм зенітна гармата зразка 1914/15 років (3" зенітна гармата Лендера) — перша зенітна гармата калібру 76,2-мм Російської імперії, призначена для ведення вогню по повітряним цілям.

## Історія створення

### Ідея створення
Вперше у Російській імперії вогонь у повітряні цілі (прив'язані повітряні кулі та аеростати) здійснено наприкінці XIX сторіччя, зокрема 13 липня 1890 року (Усть-Іжорський полігон), 1891 року (Червоне Село). 1908 та 1909 років у Сестрорецку та Лузі відбулись вдалі стрільби у повітряні цілі 76-мм польовими гарматами зразків 1902 та 1900 років. З'ясувалося, що для ефективної боротьби з авіацією супротивника потрібна спеціальна зенітна гармата.
Ще 1901 року військовий інженер М. Ф. Розенберг розробив проект першої 57-мм зенітної гармати, але ідею створення спеціальної проти-аеропланної гармати відхилили. Багато авторитетних військових спеціалістів вважали, що зенітна артилерія не потрібна. Зокрема, на лекціях Академії генерального штабу стверджувалося:
|  | Не можна перш за все погодитись, що для боротьби з повітряними цілями необхідні спеціальні гармати з великим вертикальним обстрілом і великою рухомістю. Навіть при скромному куті підвищення, прийнятому для 3-дм. гармати зр. 1902 р. (16°) і граничній дальності шрапнелі (5 верст) ціль, що рухається на висоті 1 версти буде знаходитись у зоні ураження 2,5 версти. А чи можна вважати, що не тільки сучасні але і повітряні цілі найближчого майбутнього з надійними результатами спостереження за противником рухатимуться вище 1 версти?» |

Мобілізаційний розклад 1910 року також не передбачав оснащення армії засобами для боротьби з повітряними цілями.
1908 року ідею створення зенітної гармати підтримали викладачі Офіцерської артилерійської школи та Михайлівської артилерійської академії. Офіцери школи М. В. Добровольський, Є. К. Смисловський, П. Н. Нікітін розробили тактико-технічні вимоги, автором ідеї був Тарновський Василь Васильович (військовик) (1880 р.н., із знаменитого українського роду Тарновських), він же запропонував встановлювати гармату на автомобільне шасі. 1913 року проект схвалено Головним Артилерійським Управлінням, а 1914 року його передали на безпосередню розробку на Путиловський завод іншому конструктору — Францу Францовичу Лендеру (можливо, у військовому відомстві вважали, що Тарновський має недостатньо спеціальної освіти; попри це він узяв діяльну участь у розробці). До колективу розробників також увійшли відомий артилерист П. А. Глазков, працівники Путиловського заводу Ф. М. Гарковський, А. Я. Навядовський, В. І. Бірюков.

### Конструкція гармати та випробування
76-мм зенітна гармата зразка 1914/1915 років була першою зенітною гарматою з клиновим затвором з інерційною напівавтоматикою. 1915 року гармату модернізували, кут підвищення збільшився з 65° до 75°.
У автомобільних батареях як шасі використовувались американські вантажівки Вайт та російські Русо-Балт-Т. Наприкінці 1914 року було виготовлено чотири дослідних зразки гармати, встановлених на вантажних автомобілях. У лютому 1915 року вони успішно пройшли випробування на Петроградському полігоні.

## Бойове застосування
Перше замовлення склало усього 12 гармат, загалом до кінця 1917 року було виготовлено 76 гармат (хоча мінімальна потреба армії у зенітній артилерії оцінювалася управлінням інспектора артилерії Ставки у 146 батарей з 584 гарматами).
Надалі ці гармати масово вироблялися і надходили на озброєння, у тому числі для встановлення на військових кораблях.
Наприкінці вересня 1941 року німецький військовий фотограф Йоганнес Геле зробив серію знімків окупованого Києва. На двох із них видно 76-мм зенітні гармати Лендера, покинуті Червоною армією.